# Llano Norte
Llano Norte ist ein Corregimiento des Bezirks La Pintada in der Provinz Coclé in Panama. Bei der Volkszählung im Jahr 2023 hatte es 4822 Einwohner. Das Corregimiento erstreckt sich über eine Fläche von 308,2 km².
Das Corregimiento wurde durch Gesetz Nr. 45 vom 25. April 2011 geschaffen.

## Orte
Im Corregimiento Llano Norte befinden sich folgende Orte:
- Ahogada de Las Yucas
- Arenal Grande
- Barriada El Santísimo
- Batatillal
- Boca de Río Cuteva
- Boca de Toabré
- Canoa
- Cañaveral
- Cerro Bejuco
- Cerro Bodoquillal
- Coquillo o Altos del Coquillo
- Cuteva
- Cutevilla
- Cutevita
- El Bongo No.1
- El Cascajal
- El Conejo
- El Mero
- El Pifá
- El Saltillo
- El Santísimo
- El Valle de Santa María
- Embarcadero del Cascajal
- Fraile
- Hacha
- La Conga
- La Dueña
- La Huaca
- La Jururúa
- La Peluda
- La Perdíz
- La Tigrera
- La Traviesa
- La Tulúa
- Lagarterito
- Loma Grande
- Los Ticoles
- Machonsito
- Manatí
- Molejón
- Molejón Abajo
- Moreno
- Narices
- Pedregosa
- Quebrada del Medio
- Quebrada El Pifá
- Quebrada Tiburón
- Quebrada Tigre
- Quebrada Zapote
- Ranchería
- Río Claro
- San Juanito
- Santa Cecilia
- Santa Lucía
- Sardina No.1
- Sardina No.3
- Villa del Carmen